# Mathew Nellikunnel
Mathew Nellikunnel CST (* 13. November 1970 in Mariapuram, Distrikt Idukki, Kerala) ist ein indischer syro-malabarischer Ordensgeistlicher und Bischof von Gorakhpur.

## Leben
Mathew Nellikunnel trat 1986 der Congregation of Saint Thérèse of Lisieux bei und legte am 17. Mai 1990 in der Ordensprovinz Khrist Jyoti Punjab-Rajasthan die erste Profess ab. Er studierte Philosophie im ordenseigenen Seminar und Theologie am St. Joseph Pontifical Seminary  in Aluva. Am 17. Mai 1996 legte er die ewige Profess ab und empfing am 30. Dezember 1998 das Sakrament der Priesterweihe.
Nach der Priesterweihe war er in verschiedenen Funktionen für seine Ordensgemeinschaft und in der Pfarrseelsorge in Rajasthan tätig. Von 2005 bis 2010 studierte er in Rom Philosophie und wurde an der Päpstlichen Universität Heiliger Thomas von Aquin promoviert. Nach zwei Jahren der Lehrtätigkeit am Little Flower Seminary seines Ordens war er von 2012 bis 2015 im Bistum Regensburg in der Seelsorge tätig. Von 2015 bis 2018 war er Provinzial seiner Ordensprovinz Khrist Jyoti und seither Rektor des Little Flower Seminary.
Die Synode der syro-malabarischen Kirche wählte ihn nach dem altersbedingten Rücktritt Thomas Thuruthimattams zu dessen Nachfolger als Bischof von Gorakhpur. Papst Franziskus bestätigte die Wahl am 26. August 2023. Der Großerzbischof von Ernakulam-Angamaly, George Kardinal Alencherry, spendete ihm am 5. November desselben Jahres in der St.-Joseph’s-Schule in Gorakhpur die Bischofsweihe. Mitkonsekratoren waren der Erzbischof von Agra, Raphy Manjaly, und sein Amtsvorgänger als Bischof von Gorakhpur, Thomas Thuruthimattam CST.
Neben seiner Muttersprache Malayalam spricht er Englisch, Hindi, Italienisch und Deutsch.